# Montañas de Fe

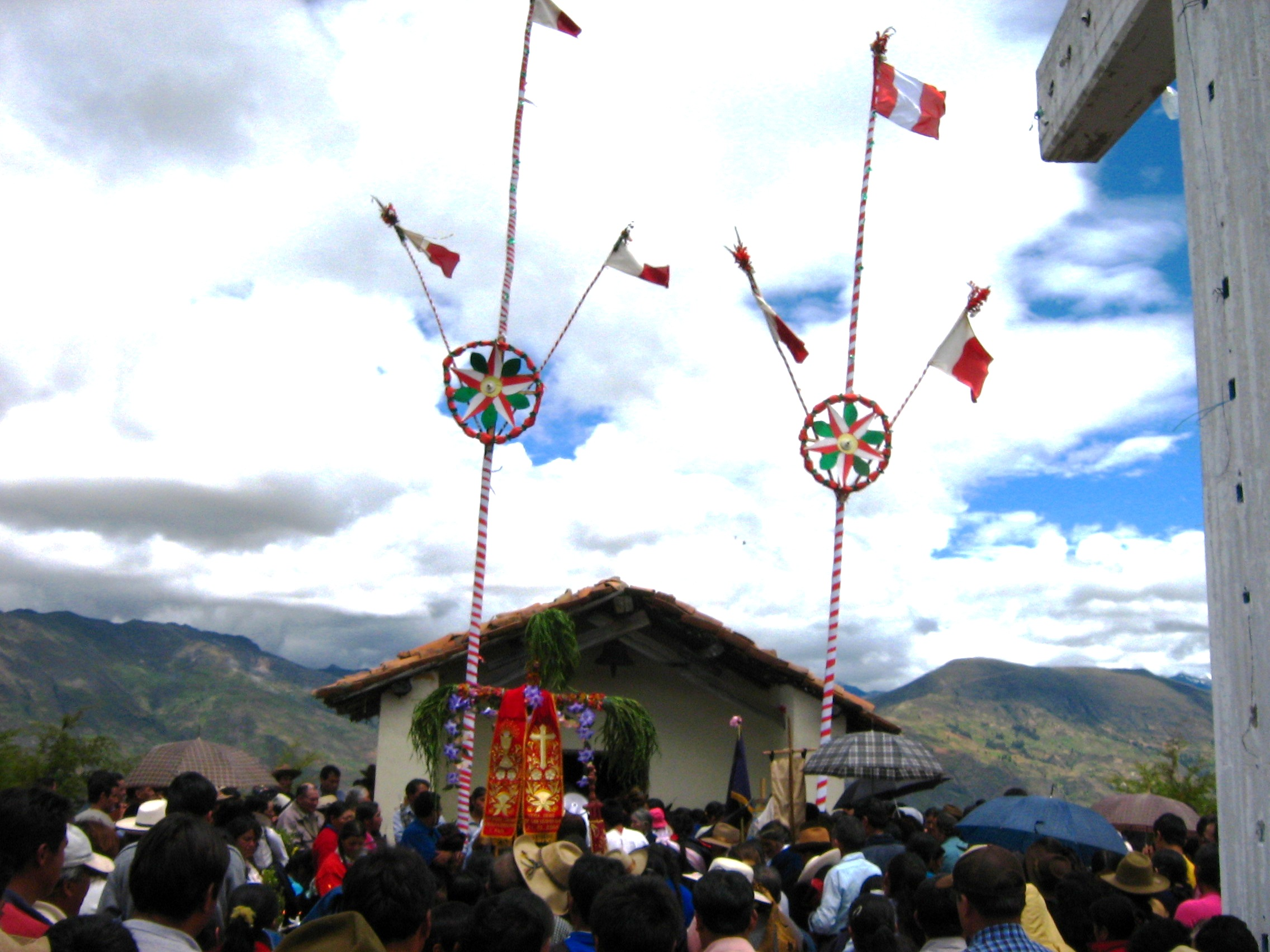
Capilla de Huáncash. Erigida sobre una huaca precolombina. Escondería dijes de oro y plata.

Ermita de Chontajirca. Levantada sobre un torreón de los pishqupanpa. Un himno de piedras.

Adoratorio de Tocana. Un hito en el largo periplo hacia la floresta.

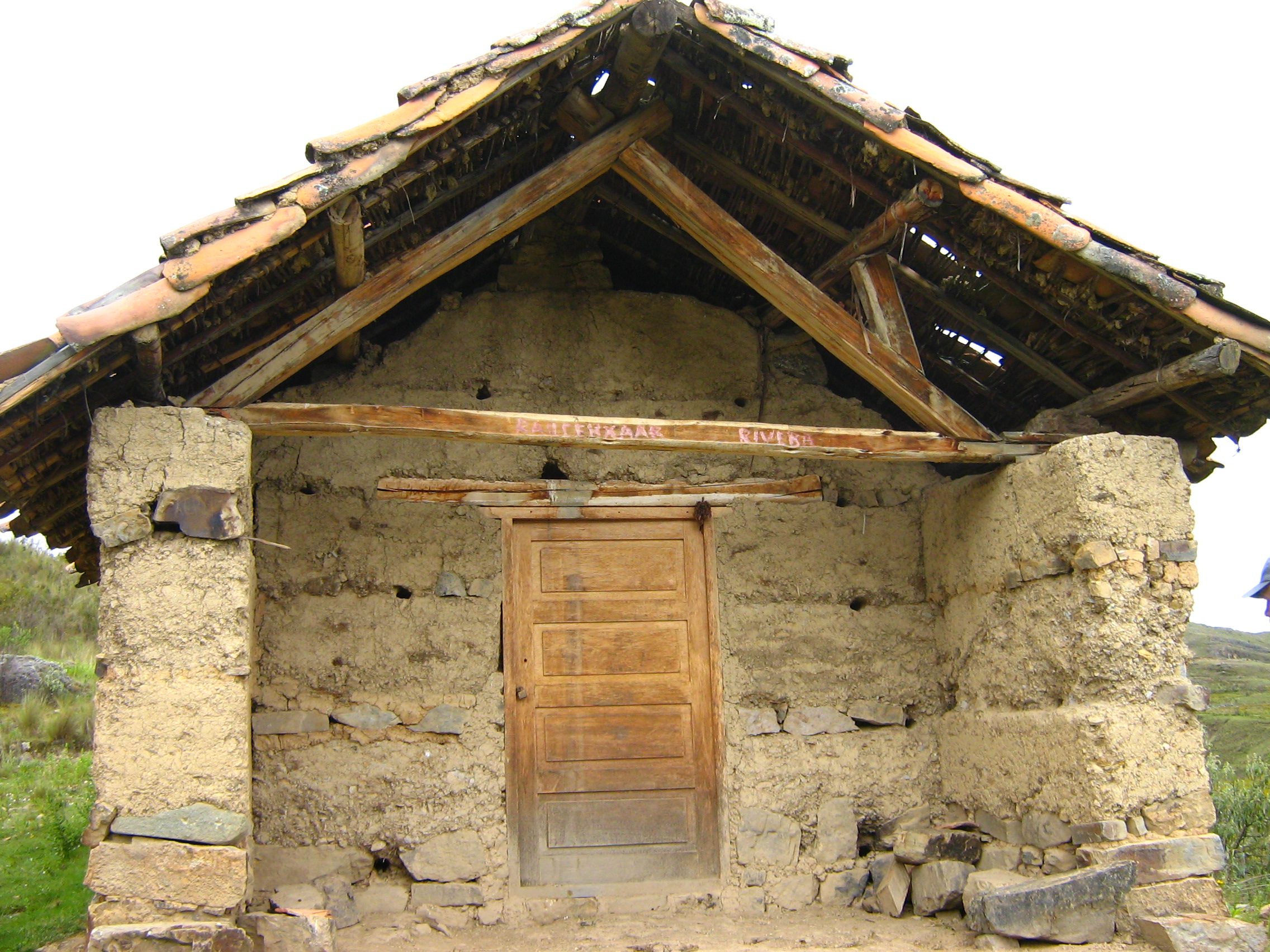
Oratorio de Qellaycuhuana. Posible taller de antiguos orfebres preíncas.

Las montañas de Fe es el nombre con el que se conoce un conjunto de cuatro montañas —Huáncash, Chontajirca, Tocana y Guellaycuhuana— ubicadas en los riscos orientales de la Cordillera Blanca, ya bastante cerca del río Marañon, en las cercanías de Piscobamba y Pomabamba. Son accesibles por carreteras afirmadas y en su cima se celebran regocijos advocando una entidad sacra del catolicismo. Se puede llegar a ellas desde la carretera Yungay-Llanganuco-Yanama, o bien, por la vía asfaltada Carhuaz-Chacas-San Luis (ruta AN-107).

## Descripción

### Huáncash
Huáncash (cerro icónico en quechua I) es la montaña más conocida. En las narraciones orales, míticamente, participa en el Mito de los cuatro dioses Atalaya de Piscobamba. Cuyos personajes son Huáncash, Amañicoj, Asuaj y Campanayoj. Aparece en la Leyenda del cerro Huáncash de Guido Vidal R. Su fiesta se celebra el lunes siguiente al domingo de pascua. Una variopinta multitud de peregrinos, usando diferentes medios de transporte, o algunos a pie, van a una planicie aledaña a la montaña o suben hasta el mismo ápice montañero. El patrono de la fiesta es San Leopoldo, no aún reconocido por la Jerarquía Católica del Obispado de Huari. Además la adoración se vuelca hacia la Santísima Cruz. Cuenta la tradición que en 1938, el padre Manuel Vizarraga habría mandado erigir la capilla sobre una antiquísima huaca. Desde la cima hay un panorama en 360° que permite columbrar varias provincias, la cordillera Blanca falda oriental, las montañas, los ríos. Etc, etc etc. Asunción, Carlos  Fermín Fitzcarrald, Pomabamba, Yungay, Mariscal Luzuriaga y parte del Qhapaq Ñan (Camino del Inca) que corre de Inca Ragá a Canrash, quedan encandilando los recuerdos del oteador.

### Chontajirca
O bien en runasimi: Tsunta hirka ( montaña de los chonteros), con una leyenda sobre la invasión de los guerreros de la fronda. Estos cayeron combatiendo con sus chontas contra la etnia de los pishqupanpas. Desde 1943, en su cima, cada tres de mayo se celebra un regocijo a la honra de La Cruz de Mayo. Dicha festividad y su peregrinación fue por iniciativa de Benigno Mejía. Cada año que pasa gana en convocatoria y más peregrinos. Las tinyas con sus pincullos, los wankillas con sus shaqapus, las anti-runas con sus kiyayas cascabeleras y los negritos con sus sonajas y su caporal matraquero,   son las danzas que derraman holgorio y pasión en esta alta elevación, en el antiguo camino a la floresta de la yuca, café y hojas de coca.

### Tocana
Tocana se refiere a la tradición de que los palmeros en su retorno, aliviaban su cansancio,  arrojando su coca chacchada y la  escupían. Tocana de tuqana = escupitajo. Esta montaña coquetea con las nubes, a la vera del antiguo camino que conducía a los palmeros- jóvenes porteadores- que retornaban desde los confines de Monzón, Tantamayo. Regresaban con su ofrenda de qori palma para la procesión de Señor de Ramos. Desde el año 2006 se viene organizando una romería a la Capilla del Señor de Tocana. Capilla que surgió por iniciativa del padre Clodoaldo Vergara. Va mucha gente, sobre todo, aquellos que han ido por las fiestas de San Pedro, San Pablo, quizás a la de San Juan Bautista. Carros atiborrados de gente, comida, bebida multisabor y una fe muy sui géneris, llegan pujantes a esta montaña de 4.500 m de altitud. El dos de julio de cada año: el regocijo y la fe resuenan entre ecos de alturas y abismos. De su cima se avistan territorios de Huánuco, quizás de La Libertad, pero sí el camino de hombría y fe que recorrió el Tayta Cáceres: Yungay- Llanganuco-Maria Huayta-Pomabamba- Huamachuco.

### Guellaycuhuana
Es la última eminencia de esta tétrada de fe. Su nombre evoca a la fundición de plata. Pues qillay = plata y kuwana= fundición artesanal.Se halla en el camino que lleva al distrito de Quinuabamba, Yamyán. Sobre un montículo frente a unos restos arqueológicos de talladura muy primitiva, pero que habrían obtenido metales por tecnología ya olvidada. Su nombre proviene de qillay = plata y kuwana = fundición. Una capilla con su Cruz de madera atrae tanta multitud, llegan a pie, no hay otra opción. Después de la Misa, una procesión amenizada por dos roncadoras alegran el frío de estas jalcas, cada 16 de setiembre.Luego los peregrinos retornan a la casa del alférez: a solazarse en la degustación de sus platillos típicos, a base de cuy, tarwi, cancha y la espumante chicha. Aun la cerveza de Lima, Cusco o Trujillo, quizás vino que en su marbete nombra a Ica.